# Гней Домиций Корбулон Старши
Гней Домиций Корбулон Старши (на латински: Gnaeus Domitius Corbulo) е сенатор и политик на Древен Рим, дядо на римската императрица Домиция Лонгина.

## Биография
Произлиза от фсмилията Домиции. Живее в Пелтуинум (днес S. Paolo di Peltuino) на Апенинте, Италия.
По времето на император Тиберий той е претор. Номиниран е за суфектконсул, но умира преди да встъпи в длъжност.

## Фамилия
Жени се за Вистилия, която има шест брака и седем деца. Доведен баща е на дъщеря ѝ Милония Цезония, която става четвъртата съпруга на Калигула.
През 7 г. Корбулон Старши става баща на бъдещия римски пълководец Гней Домиций Корбулон (суфектконсул 39 г.), който се жени за Касия Лонгина, дъщеря на Гай Касий Лонгин и Юния Лепида (праправнучка на император Август).
Корбулон Старши е дядо на Домиция Корбула, която през 63 г. се омъжва за сенатора Луций Аний Винициан и на Домиция Лонгина, която през 70 г. става съпруга на по-късния император Домициан.